# Allium simillimum
Allium simillimum  (лат.) — многолетнее травянистое растение, вид рода Лук (Allium) семейства Луковые (Alliaceae)

## Описание
Allium simillimum — многолетнее травянистое растение. Луковица яйцевиднаядлиной до 1,7 см, обычно одиночные, внешняя оболочка плёнчатая с шестиугольными сетками. Стебли слегка сплющенные, частично подземные, 2–6 см. Листья желобчатые шириной около 1 мм. Цветоносы редко бывают выше 5 см. Соцветие — компактный зонтик, колокольчатый или полушаровидный с 5–15 цветками; цветоножки 2–5 мм длиной. Цветки колокольчатые, до 10 мм в поперечнике; листочки околоцветника белые с зелёными или розовыми жилками, пыльники фиолетовые; пыльца белая или серая. Поверхность семян гладкая.

## Ареал и местообитание
Вид произрастает в Айдахо и Монтане (округа Галлатин и Равалли). Растёт на песчаных почвах на горах на высотах 1800–3400 м над уровнем моря. Цветёт в июне-июле.
Этот вид похож на Allium parvum, но имеет сильно сплющенный стебель. У другого похожего вида Allium brandegeei в отличие от A. simillimum листья меньше, чем в два раза длиннее стебля.